# Réduction de Gauss
En algèbre, la réduction de Gauss est un algorithme qui permet d'écrire toute forme quadratique comme une combinaison linéaire de carrés de formes linéaires linéairement indépendantes (une forme quadratique est un polynôme homogène de degré 2 avec un nombre quelconque de variables ; une forme linéaire est une combinaison linéaire de ces variables).
La méthode employée est proche de la mise sous forme canonique d'une équation du second degré. Cet algorithme est nommé ainsi en l'honneur du mathématicien Carl Friedrich Gauss.

## Cas de deux variables
Soit
{\displaystyle q(x,y)=ax^{2}+bxy+cy^{2}}
un tel polynôme, supposé non identiquement nul.
Si le coefficient a est non nul, on procède par complétion du carré :
Si a est nul et c non nul, on procède de même avec c.
Si a et c sont tous deux nuls, on remarque que
{\displaystyle bxy={\tfrac {b}{4}}\left((x+y)^{2}-(x-y)^{2}\right).}

## Cas général
On va montrer par récurrence forte sur n que pour toute forme quadratique q à n variables, il existe n combinaisons linéaires li des variables (autrement dit n formes linéaires) linéairement indépendantes et n nombres ci tels que
Si n = 0, il n'y a rien à démontrer.
Supposons maintenant n > 0. Si q est nulle, ci = 0 convient, avec (par exemple) li(x) = xi. Supposons donc q non nulle et écrivons-la sous la forme :
{\displaystyle q(x_{1},\ldots ,x_{n})=\sum _{i\leq n}a_{ii}x_{i}^{2}+2\sum _{1\leq i<j\leq n}a_{ij}x_{i}x_{j}}.
On distingue deux cas.
1) L'un des coefficients {\displaystyle a_{ii}} des termes carrés est non nul.
On peut, quitte à permuter les vecteurs de base, supposer que {\displaystyle a_{11}\neq 0}. On écrit séparément les termes où {\displaystyle x_{1}} intervient :
{\displaystyle q(x)=a_{11}x_{1}^{2}+2\sum _{i=2}^{n}a_{1i}x_{1}x_{i}+\sum _{2\leq i,j\leq n}a_{ij}x_{i}x_{j}}.
On écrit ces derniers sous forme canonique :
{\displaystyle a_{11}x_{1}^{2}+2\sum _{i=2}^{n}a_{1i}x_{1}x_{i}=a_{11}\left(x_{1}+\sum _{i=2}^{n}{\frac {a_{1i}}{a_{11}}}x_{i}\right)^{2}-{\frac {1}{a_{11}}}\left(\sum _{i=2}^{n}a_{1i}x_{i}\right)^{2}}.
On obtient ainsi que
{\displaystyle q(x)=a_{11}\left(x_{1}+\sum _{i=2}^{n}{\frac {a_{1i}}{a_{11}}}x_{i}\right)^{2}+q^{\prime }(x)=c_{1}l_{1}^{2}(x)+q^{\prime }(x)},
où
- {\displaystyle c_{1}=a_{11}} et {\displaystyle l_{1}(x)=x_{1}+\sum _{i=2}^{n}{\frac {a_{1i}}{a_{11}}}x_{i}} ;
- {\displaystyle q^{\prime }} est un polynôme homogène de degré 2 par rapport à {\displaystyle x_{2},\ldots x_{n}}.

L'hypothèse de récurrence nous dit que 
{\displaystyle q^{\prime }=\sum _{i=2}^{n}c_{i}l_{i}^{2}},
où {\displaystyle l_{2},\dots ,l_{n}} sont des combinaisons linéaires de {\displaystyle x_{2},\ldots ,x_{n}}, indépendantes. La coordonnée {\displaystyle x_{1}} n'apparaît pas dans leur écriture, et apparaît dans celle de {\displaystyle l_{1}}. Il en résulte que les formes {\displaystyle (l_{i})_{1\leq i\leq n}} sont encore indépendantes, d'où le résultat.
2) Tous les {\displaystyle a_{ii}} sont nuls.
Puisque q est supposée non nulle, il existe des entiers i et j distincts tels que  {\displaystyle a_{ij}\not =0}. Comme dans le premier cas, on peut supposer qu'il s'agit de {\displaystyle a_{12}}. On écrit
{\displaystyle q(x)=2a_{12}x_{1}x_{2}+2x_{1}\left(\sum _{i=3}^{n}a_{1i}x_{i}\right)+2x_{2}\left(\sum _{i=3}^{n}a_{2i}x_{i}\right)+\sum _{3\leq i,j\leq n}a_{ij}x_{i}x_{j}}.
La somme des termes en {\displaystyle x_{1}} ou {\displaystyle x_{2}} s'écrit aussi
{\displaystyle 2\left(a_{12}x_{1}+\sum _{i=3}^{n}a_{2i}x_{i}\right)\left(x_{2}+{\frac {1}{a_{12}}}\sum _{i=3}^{n}a_{1i}x_{i}\right)-{\frac {2}{a_{12}}}\left(\sum _{i=3}^{n}a_{2i}x_{i}\right)\left(\sum _{i=3}^{n}a_{1i}x_{i}\right)}.
On voit que {\displaystyle q(x)} est de la forme
{\displaystyle 2l_{1}(x)l_{2}(x)+q^{\prime }(x)},
où {\displaystyle q^{\prime }} ne dépend que de {\displaystyle x_{3},\ldots x_{n}}. On conclut en appliquant l'hypothèse de récurrence à {\displaystyle q^{\prime }}, et en remarquant que {\displaystyle 4l_{1}l_{2}=(l_{1}+l_{2})^{2}-(l_{1}-l_{2})^{2}}.
L'indépendance des formes {\displaystyle l_{i}} se montre comme dans le premier cas.

## Exemples
- Soit{\displaystyle q(x)=x_{1}^{2}+x_{2}^{2}+x_{3}^{2}-2x_{1}x_{2}-2x_{2}x_{3}-2x_{3}x_{1}.}Alors {\displaystyle \quad q(x)=(x_{1}-x_{2}-x_{3})^{2}-4x_{2}x_{3}=(x_{1}-x_{2}-x_{3})^{2}-(x_{2}+x_{3})^{2}+(x_{2}-x_{3})^{2}}.
- Autre exemple :{\displaystyle q(x)=x_{1}x_{2}+x_{2}x_{3}+x_{1}x_{3}.} On a alors{\displaystyle q(x)=(x_{1}+x_{3})(x_{2}+x_{3})-x_{3}^{2}={\frac {1}{4}}(x_{1}+x_{2}+2x_{3})^{2}-{\frac {1}{4}}(x_{1}-x_{2})^{2}-x_{3}^{2}.}

## Remarques
- Ces calculs sont valables pour tout corps de caractéristique différente de 2.
- Le nombre de carrés est égal au rang de la forme quadratique étudiée.
- Si les coefficients sont réels, le nombre de carrés positifs, comme de carrés négatifs, ne dépend pas de la méthode employée (loi d'inertie de Sylvester).

## Référence
Marcel Berger, Géométrie [détail des éditions], vol. 2, Nathan, 1990, 13.4.8